# 刘树杞
刘树杞（1890年3月18日—1935年9月12日），字楚青，湖北蒲圻县人，化学家。

## 生平
1913年官费赴美国留学，就读于伊利诺大学和密西根大学，获学士学位。后入哥伦比亚大学深造，1919年获博士学位。
1921年回国，任厦门大学教务主任和理科主任，在任期间曾和鲁迅打过交道。1928年春任湖北教育厅厅长，7月任国立武汉大学筹备委员会主任委员，8月任代理校长，与李四光一起选定珞珈山为新校址。1929年3月辞去湖北省教育厅厅长及武汉大学代理校长职。1930年夏任中央大学教授、北京大学理学院院长。
刘树杞虽长期从事大学行政工作，他的学术成就也同样令人称道。刘树杞在哥伦比亚大学的博士论文“从铬酸盐废液中电解再生铬酸的连续方法”，在生产应用后颇受欢迎，直到四十年代，还有人引用这篇文章。刘树杞毕生致力于化学的教学和研究，尤长于制革学和电化工程，在国内外发表学术论文13篇。曾有著名化学家说过四十年代中国化学界顶尖人物大多受过刘树杞的教导。
1935年，刘树杞病逝，得年45岁。北京大学、武汉大学、厦门大学和中央大学为他在北京香山万安公墓举行了联合公葬。